# Amblypodia caelestis
Amblypodia caelestis is een vlinder uit de familie van de Lycaenidae. De wetenschappelijke naam van de soort is voor het eerst geldig gepubliceerd in 1931 door Röber.